# Tribute (musikgrupp)
Tribute var en svensk instrumental progressiv (symfonisk rock) musikgrupp som hade sin storhetstid på 1980-talet. Gruppen var bland annat influerade av Mike Oldfield, Tangerine Dream och Genesis.
Tribute bildades i Norrköping 1982 av Gideon Andersson och Christer Rhedin. Det började med att Andersson och Rhedin satte upp en multimedia-konsert i Norrköping på temat ”A Tribute To The Music”. De skrev alla låtar själva och började leta efter fler medlemmar. Det blev en stor grupp med som flest elva medlemmar.
Bandet turnerade flitigt bland annat i Tyskland och Holland.
I maj 1987 genomfördes en konsert i Himmelstalundshallen tillsammans med Norrköpings Symfoniorkester under titeln Symfonikerna möter Tribute. Efter ytterligare en egen konsert i ishallen året efter beslutade gruppen sig för att ta en paus.
Albumet Terra Incognita, som kom 1990, var i praktiken en soloskiva med Gideon Andersson med medverkan av sina systrar Lena och Nina samt ett antal studiomusiker.

## Medlemmar
Under perioden kring 1984-1986 hade Tribute följande medlemmar: 
- Gideon Andersson (elbas, gitarrer, trummor, arrangemang)
- Christer Rhedin (klaviaturer, flygel, slagverk, arrangemang)
- Dag Westling (elgitarr, sång, tin whistle)
- Åke Ziedén (elgitarr, elbas)
- Pierre Moerlen (trummor, slagverk, arrangemang)
- Nina Andersson (saxofon, slagverk, sång)
- Lena Andersson (slagverk, pukor, sång)
- Per Ramsby (klaviaturer) (endast på New Views)

## Efter Tribute
Ziedén blev, liksom flera av gruppens medlemmar varit parallellt under den aktiva tiden, medlem i Moerlens fusionjazz-grupp Pierre Moerlen's Gong.
Rhedin (senare Josef Rhedin) utbildade sig till kompositör och dirigent, och har framför allt arbetat som operadirigent.
1993 bildade Gideon Andersson och Westling tillsammans med Esbjörn Hazelius den irländska folkmusikgruppen Quilty, vilka 2016 fortfarande är aktiva. Gideon bor numera i Oslo där han bland annat driver en privat musikskola.

## Diskografi
Skivorna gavs ut av det egna skivbolaget Heavenly Heights. De återutgavs 1990 på CD av det tyska skivbolaget FMS.
Det tyska skivbolaget Sireena gav 2012 och 2013 ut remastrade versioner av New Views, Breaking Barriers och Tribute Live.
- 1984 – New Views
- 1986 – Breaking Barriers
- 1986 – Tribute Live! The melody the beat the heart!
- 1990 – Terra Incognita